# Cerkiew Spotkania Pańskiego w Morochowie
Cerkiew pod wezwaniem Spotkania Pańskiego – prawosławna cerkiew parafialna w Morochowie. Należy do dekanatu Sanok diecezji przemysko-gorlickiej Polskiego Autokefalicznego Kościoła Prawosławnego.
Dawna świątynia greckokatolicka, wzniesiona w 1837. Budowla w stylu wschodniołemkowskim, drewniana, o konstrukcji zrębowej, orientowana, trójdzielna (babiniec, nawa, prezbiterium), z kruchtą. Nad babińcem wieża o konstrukcji słupowej, zwieńczona blaszanym cebulastym hełmem. Prezbiterium zamknięte prostokątnie, z boczną zakrystią. Dach blaszany, jednokalenicowy, z dwoma cebulastymi hełmami. Wewnątrz nadwieszony chór, XIX-wieczny ikonostas z oryginalnymi ikonami, sufit ozdobiony polichromią przedstawiającą niebo z gwiazdami. Obok cerkwi znajduje się drewniana XIX-wieczna dzwonnica o konstrukcji słupowej, z blaszanym dachem namiotowym zwieńczonym cebulastym hełmem, wyposażona w cztery dzwony. Przy świątyni ustawiono okazały drewniany krzyż upamiętniający 1000-lecie chrztu Rusi.
Gruntownie wyremontowana w 1921, uszkodzona podczas działań wojennych w 1944, cerkiew służyła grekokatolikom do 1947. Po wysiedleniu ludności łemkowskiej świątynia nie była użytkowana. W 1961 została przekazana w użytkowanie Polskiemu Autokefalicznemu Kościołowi Prawosławnemu i stała się siedzibą nowo utworzonej parafii. Od tego czasu cerkiew kilkakrotnie remontowano, m.in. w 1964 (wymieniono wtedy pokrycie dachu) i w 1994.
Na podstawie ustawy z dnia 17 grudnia 2009 o uregulowaniu stanu prawnego niektórych nieruchomości pozostających we władaniu Polskiego Autokefalicznego Kościoła Prawosławnego świątynia stała się wyłączną własnością Kościoła Prawosławnego.
Główna uroczystość obchodzona jest 15 lutego (według starego stylu 2 lutego) – w święto Spotkania Pańskiego.
Cerkiew i dzwonnicę wpisano do rejestru zabytków 31 stycznia 1985 pod nr A-72.

## Galeria

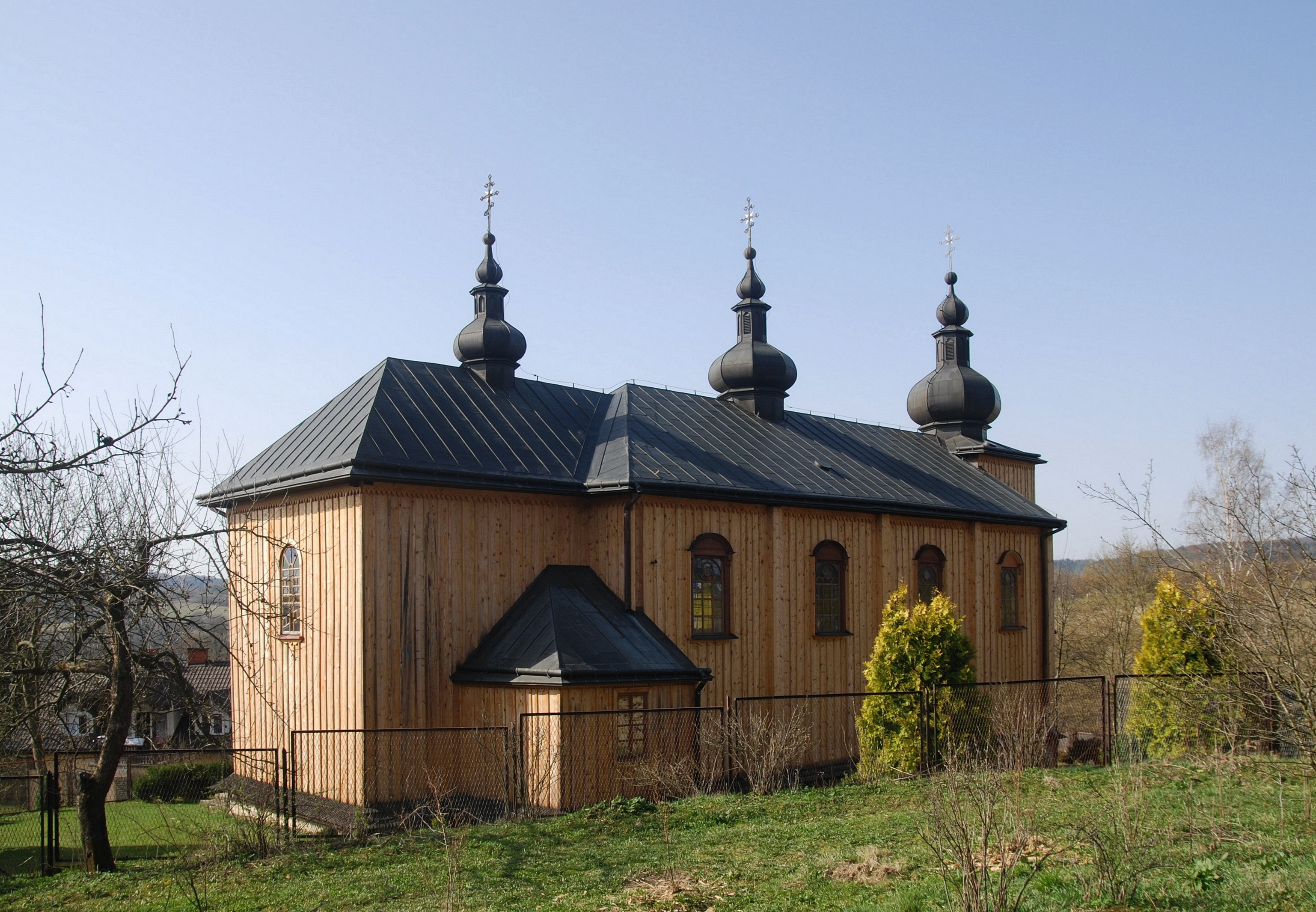
Widok od strony północnej
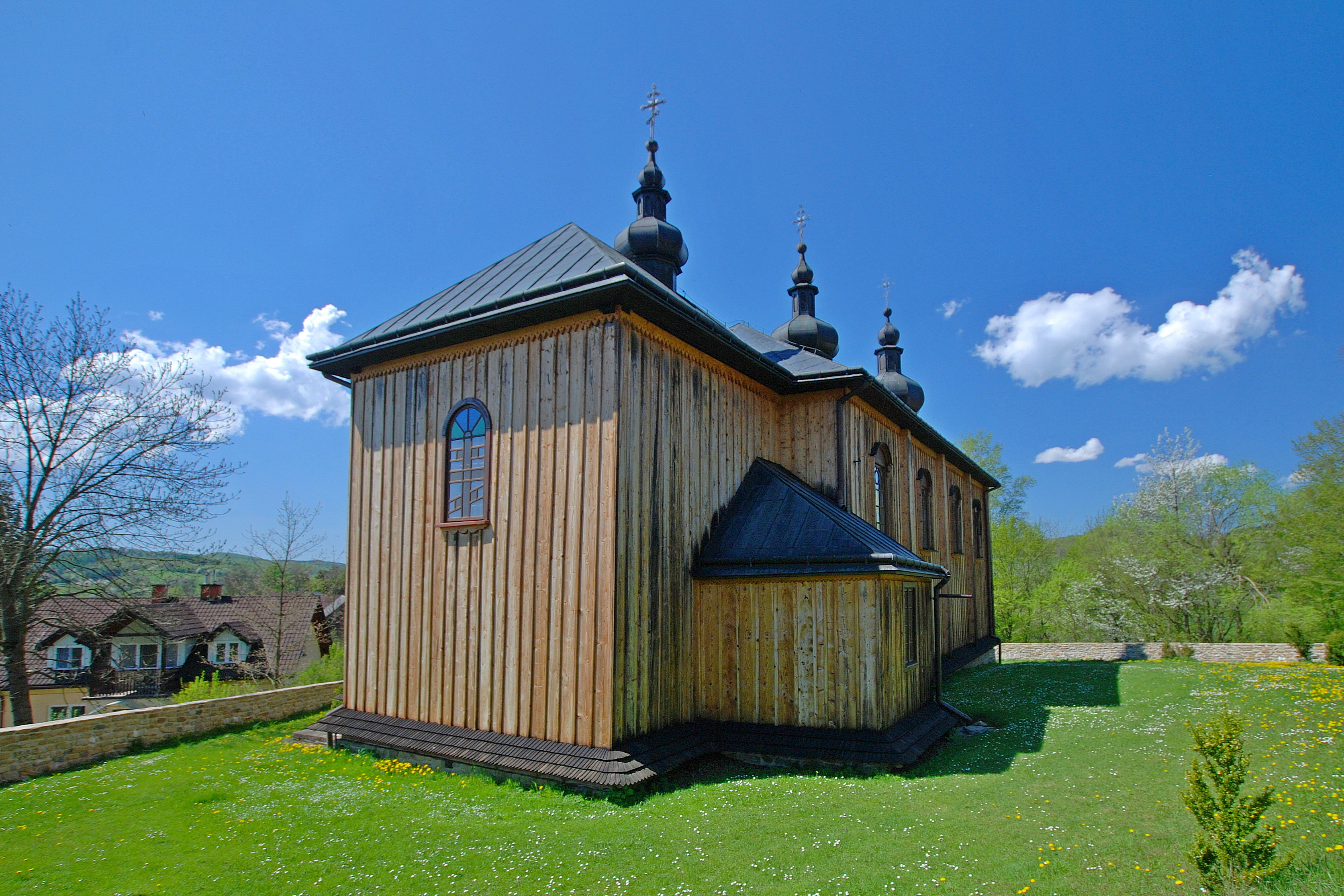
Widok od prezbiterium
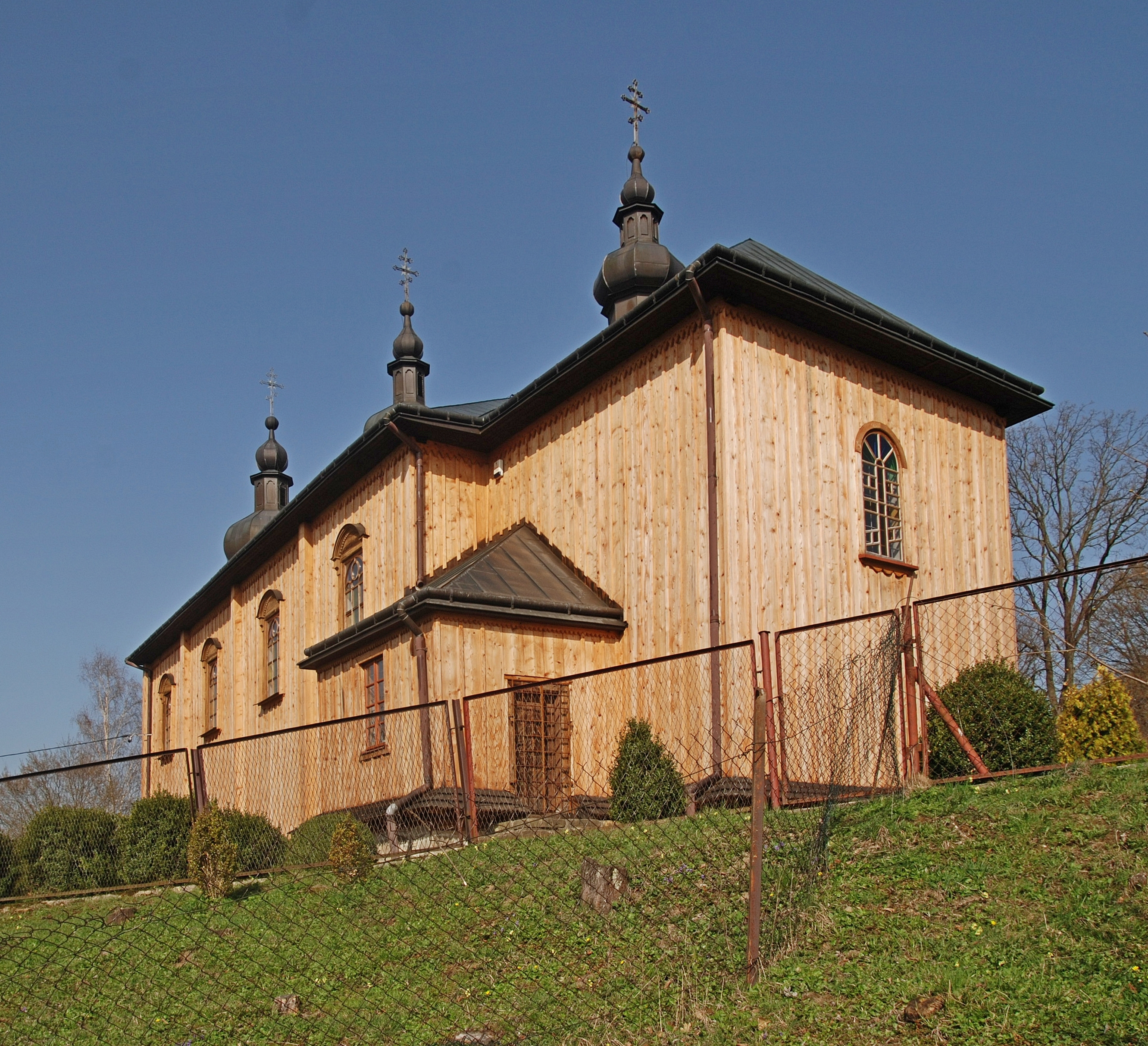
Widok od strony zachodniej
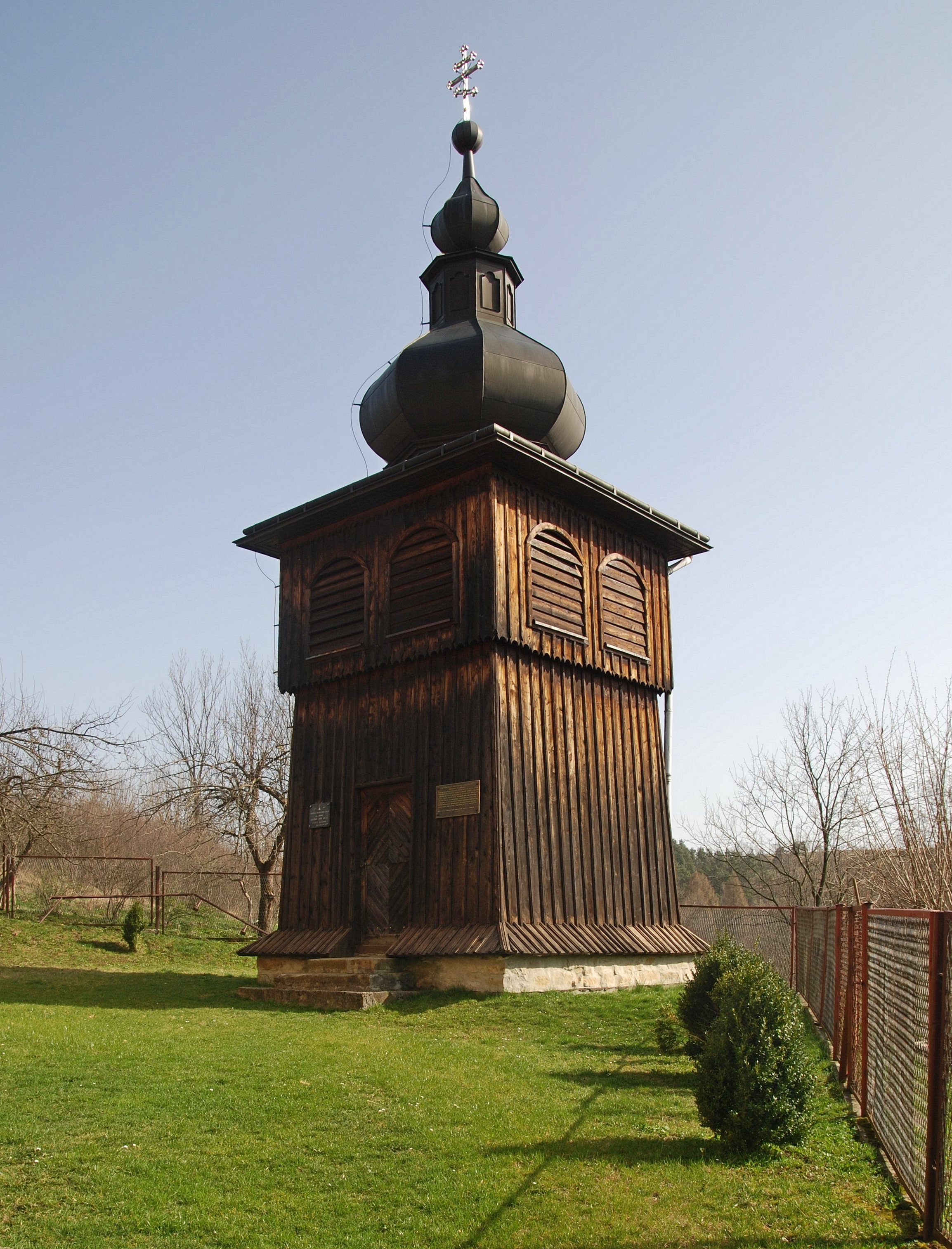
Dzwonnica
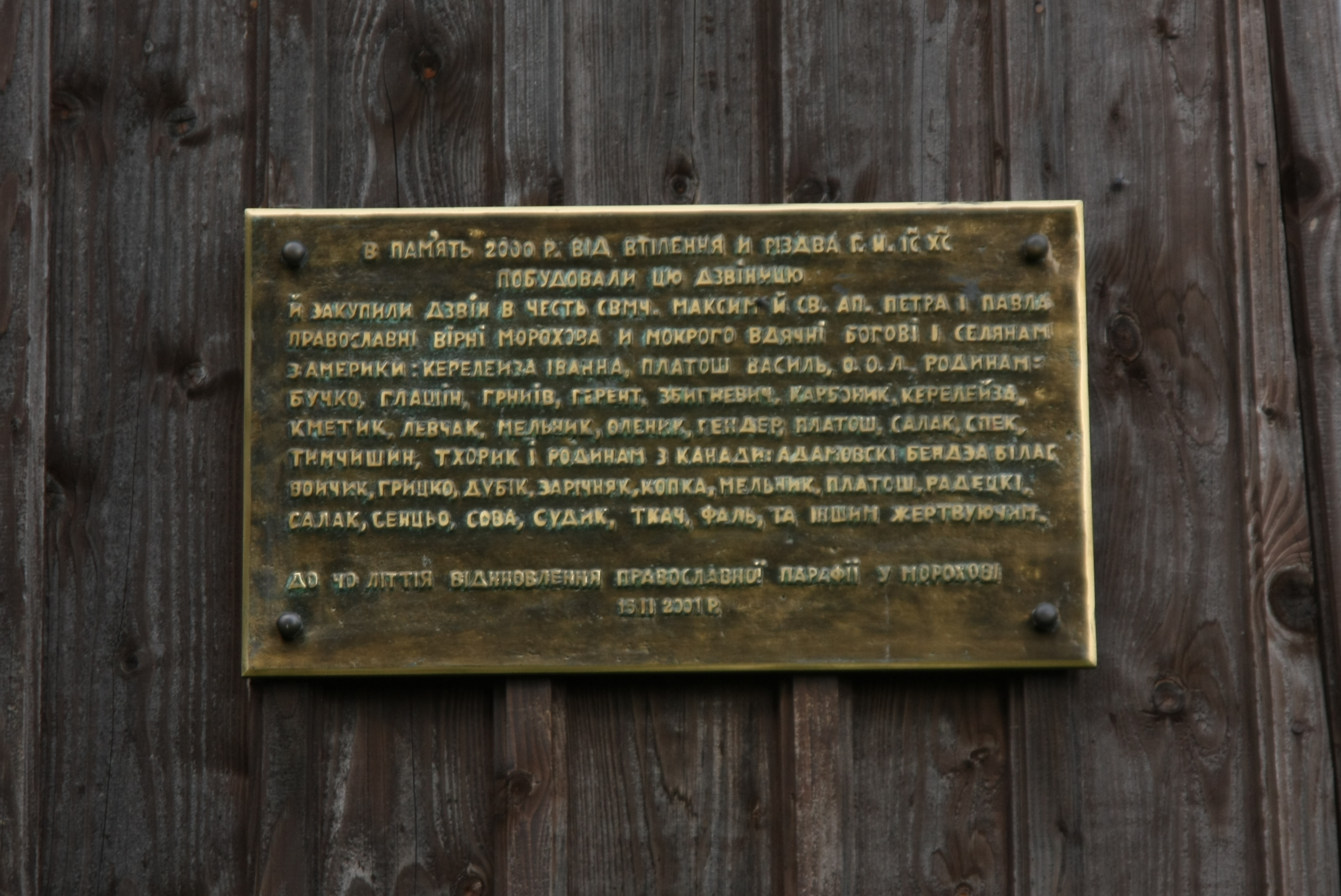
Inskrypcja na dzwonnicy
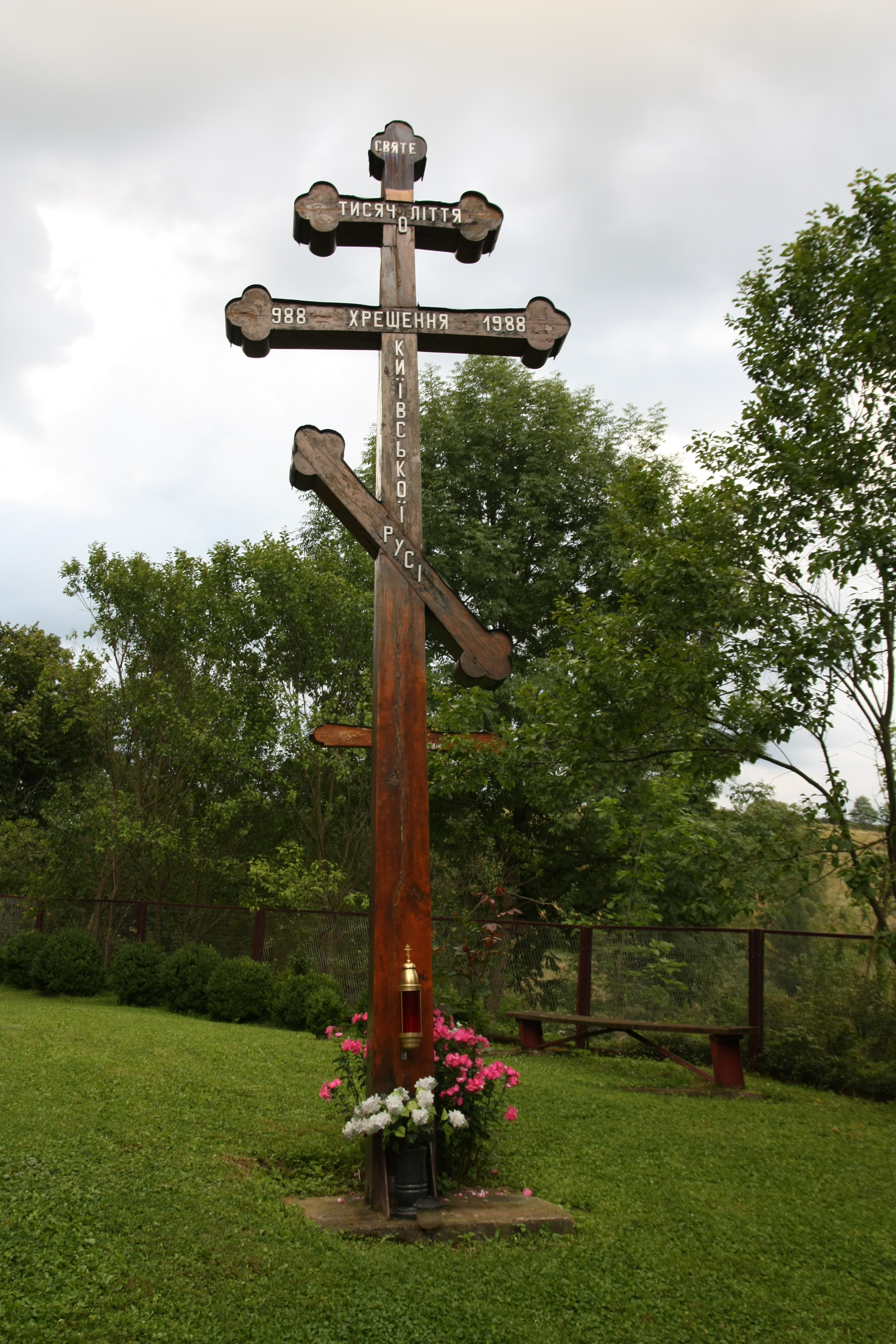
Przycerkiewny krzyż upamiętniający 1000-lecie chrztu Rusi